# Sutee Suksomkit
Sutee Suksomkit (taj. สุธี สุขสมกิจ, ur. 5 czerwca 1978 w Trat) – tajski piłkarz grający na pozycji lewego pomocnika lub napastnika.

## Kariera klubowa
Karierę piłkarską Suksomkit rozpoczął w klubie Thai Farmers Bank. W 1996 roku awansował do kadry pierwszej drużyny i wtedy też zadebiutował w jego barwach w tajskiej Premier League. W debiutanckim sezonie zdobył z nim Queen’s Cup. W 1997 roku ponownie zdobył ten puchar, a w 2000 roku sięgnął po Kor Royal Cup.
W 2001 roku Suksomkit przeszedł do singapurskiego klubu Tanjong Pagar United. W nim występował przez 2 sezony i na początku 2003 roku został piłkarzem Home United. W 2003 roku wywalczył mistrzostwo Singapuru oraz zdobył Puchar Singapuru. Z kolei w 2004 roku został wicemistrzem kraju, a w 2005 roku ponownie sięgnął po krajowy puchar. W latach 2007–2009 był piłkarzem innego singapurskiego klubu, Tampines Rovers. W 2009 roku wywalczył z nim wicemistrzostwo Singapuru.
W połowie 2009 roku Suksomit został piłkarzem australijskiego Melbourne Victory. Grał w nim do końca roku zostając wicemistrzem Australii. W 2010 roku wrócił do Tajlandii i podpisał kontrakt z Bangkok Glass. Następnie grał w Suphanburi FC, TTM i Krabi FC.
| Sezon   | Klub                 | Kraj      | Rozgrywki      | Mecze | Bramki |
| ------- | -------------------- | --------- | -------------- | ----- | ------ |
| 1996    | Thai Farmers Bank    | Tajlandia | Premier League | ?     | ?      |
| 1997    | Thai Farmers Bank    | Tajlandia | Premier League | ?     | ?      |
| 1998    | Thai Farmers Bank    | Tajlandia | Premier League | ?     | ?      |
| 1999    | Thai Farmers Bank    | Tajlandia | Premier League | ?     | ?      |
| 2000    | Thai Farmers Bank    | Tajlandia | Premier League | ?     | ?      |
| 2001    | Tanjong Pagar United | Singapur  | S.League       | 22    | 13     |
| 2002    | Tanjong Pagar United | Singapur  | S.League       | 34    | 17     |
| 2003    | Home United          | Singapur  | S.League       | 28    | 8      |
| 2004    | Home United          | Singapur  | S.League       | 21    | 3      |
| 2005    | Home United          | Singapur  | S.League       | 22    | 1      |
| 2006    | Home United          | Singapur  | S.League       | 25    | 4      |
| 2007    | Tampines Rovers      | Singapur  | S.League       | 28    | 7      |
| 2008    | Tampines Rovers      | Singapur  | S.League       | 30    | 8      |
| 2009    | Tampines Rovers      | Singapur  | S.League       | 24    | 9      |
| 2009/10 | Melbourne Victory    | Australia | A-League       | 9     | 0      |
| 2010    | Bangkok Glass        | Tajlandia | Premier League | ?     | ?      |
| 2011    | Bangkok Glass        | Tajlandia | Premier League | ?     | ?      |
| 2012    | Bangkok Glass        | Tajlandia | Premier League | ?     | ?      |
| 2013    | Suphanburi FC        | Tajlandia | Premier League | 17    | 3      |
| 2014    | Suphanburi FC        | Tajlandia | Premier League | 11    | 1      |
| 2015    | TTM                  | Tajlandia | Thai League 2  | 8     | 1      |
| 2016    | Krabi FC             | Tajlandia | Thai League 2  | 2     | 0      |

## Kariera reprezentacyjna
W reprezentacji Tajlandii Suksomkit zadebiutował w 2000 roku. W tym samym roku zagrał w 3 meczach Pucharu Azji: z Irakiem (0:2), z Iranem (1:1) i z Libanem (1:1). Z kolei w 2004 roku wystąpił w 3 meczach Pucharu Azji 2004: z Iranem (0:3), z Japonią (1:4 i gol w 12. minucie) i z Omanem (0:2). W 2007 roku został powołany do kadry na Puchar Azji 2007. Tam rozegrał 3 spotkania: z Irakiem (1:1 i gol w 6. minucie z rzutu karnego), z Omanem (2:0) i z Australią (0:4).